# Валківська волость
Валківська волость — історична адміністративно-територіальна одиниця Валківського повіту Харківської губернії із центром у повітовому місті Валки.
Станом на 1885 рік складалася з 57 поселень, 5 сільських громад. Населення — 12 413 осіб (6160 осіб чоловічої статі та 6253 — жіночої), 1970 дворових господарств.
|                     | Площа, десятин | У тому числі орної, дес. |
| ------------------- | -------------- | ------------------------ |
| Сільських громад    | 9499           | 8387                     |
| Приватної власності | 4713           | 2664                     |
| Іншої власності     | 264            | —                        |
| Загалом             | 14476          | 11051                    |

Найбільші поселення волості станом на 1885:
- Баранове — колишнє державне село, 343 особи, 58 дворів, школа.
- Костів — колишній державний хутір, 785 осіб, 121 двір.
- Мізяків — колишній державний хутір, 509 осіб, 86 дворів.
- Рубанівка — колишнє державне село, 602 особи, 100 дворів.
- Старі Валки — колишній державний хутір, 525 осіб, 81 двір.

Найбільше поселення волості станом на 1914 рік:
- хутір Костів — 1300 мешканців.

Старшиною волості був Войтенко Федір Іванович, волосним писарем — Мельник Василь Якович, головою волосного суду — Гузь Матвій Іванович.